# Isaac Cruikshank

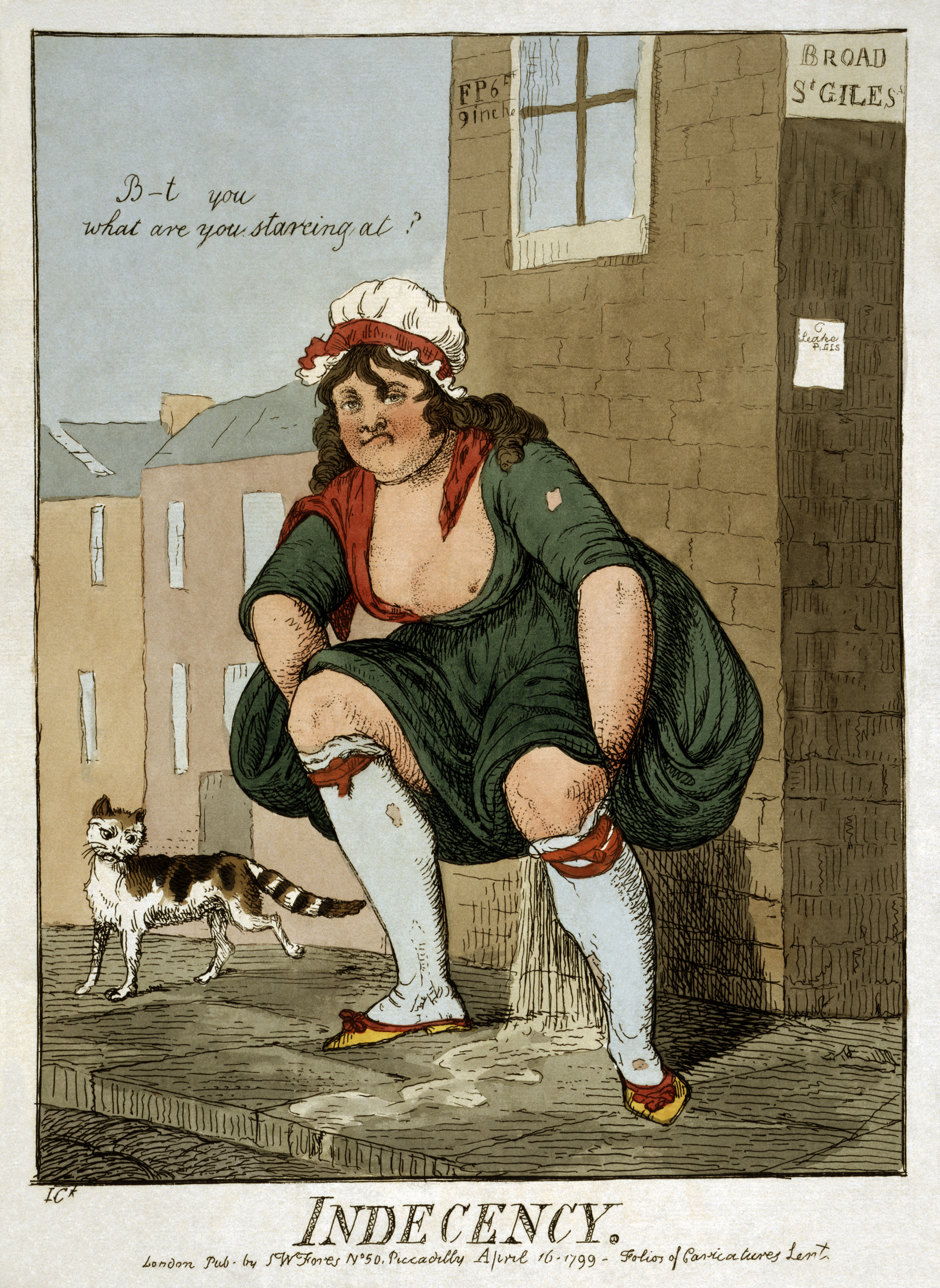
"Indecency", uma caricatura de Isaac Cruikshank. Publicada em Londres por S.W. Fores, 1799.

Isaac Cruikshank (Edimburgo, 1756 – Londres, 1811) foi um pintor e caricaturista escocês, conhecido por suas sátiras políticas e sociais. 
Seus filhos Isaac Robert Cruikshank (1789–1856) e George Cruikshank também tornaram-se conhecidos caricaturistas.

## Biografia
Filho de Elizabeth Davidson (c.1725), filha de um jardineiro, e Andrew Crookshanks (c.1725–c.1783), um inspetor da antiga alfândega destituído por seu papel na revolta jacobita de 1745. Estudou com um artista local, possivelmente John Kay (1742–1826), e viajou com seu mestre para Londres em 1783. Casou-se com Mary MacNaughton (1769–1853) em 1788 e tiveram cinco filhos conhecidos, dois dos quais morreram na infância. Sua filha, Margaret Eliza, também uma artista promissora, morreu aos dezoito anos.
As primeiras publicações conhecidas de Cruikshank foram gravuras do "modelo" Edimburgo, de 1784. Ele produziu ilustrações para livros sobre o teatro, fez o frontispício para Witticisms and Jests of Dr Johnson (1791), e ilustrou a vasta obra de George Shaw, General Zoology (1800–26). Suas aquarelas foram expostas, mas para ganhar a vida era mais lucrativo produzir gravuras e caricaturas. Ele era sensível ao mercado, mas firme em suas antipatias a Napoleão e políticos radicais.
Ele e Gillray desenvolveram a figura de John Bull, a personificação nacional de um forte Yeoman britânico.
John Roach foi um amigo e patrono, e Cruikshank posteriormente trabalhou com impressão S. W. Fores e Johnny Fairburn. Ele também colaborou com G. M. Woodward, e mais tarde, com seu filho George. 
Cruikshank morreu de envenenamento por álcool aos 55 anos como resultado de uma competição de bebida e encontra-se sepultado perto de sua casa em Londres.
Isaac Cruikshank foi contemporâneo de James Gillray e Thomas Rowlandson, e era parte do que foi chamado de "a idade de ouro da caricatura britânica".